# Eduard Kawa

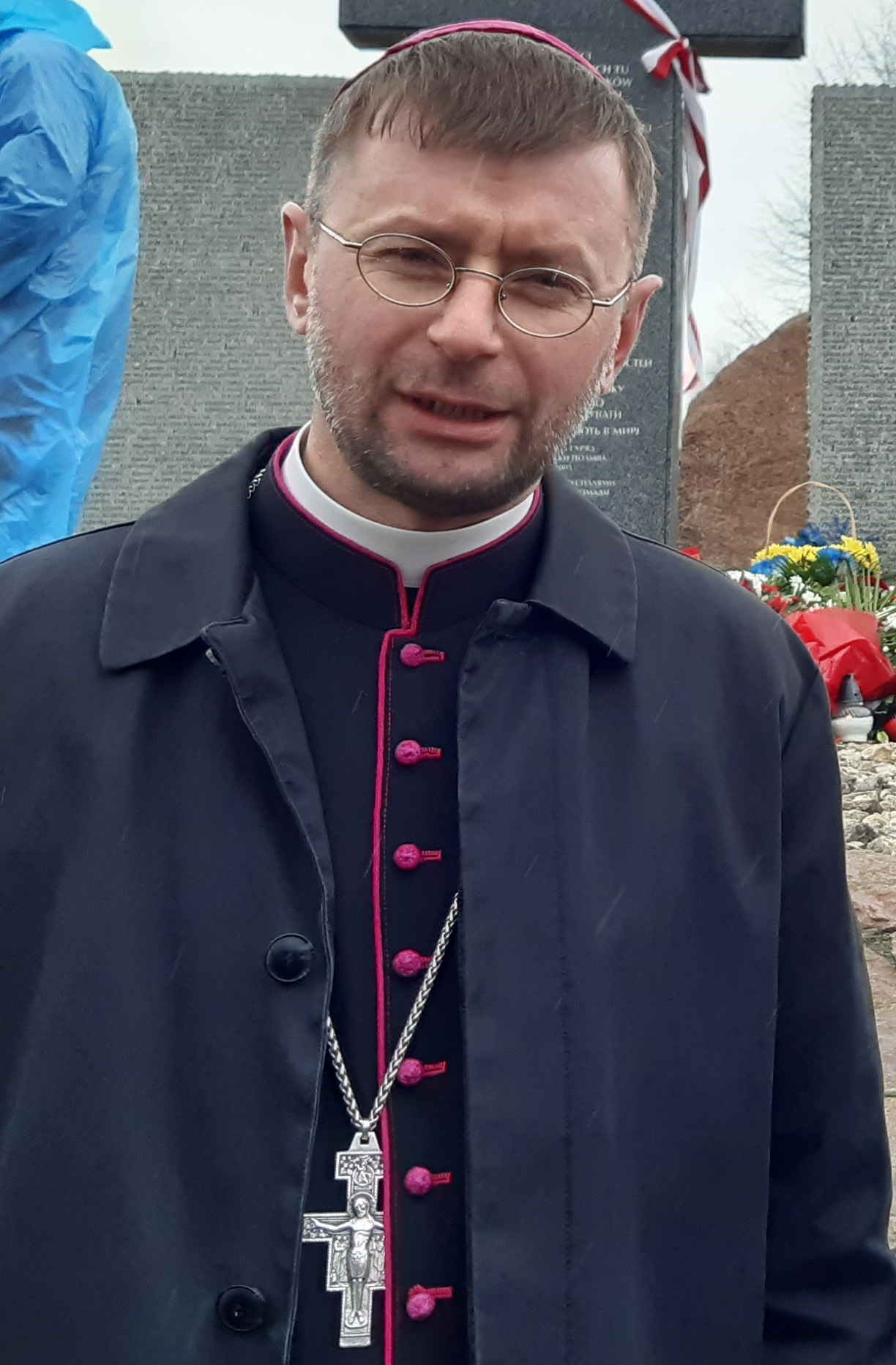
Eduard Kawa

Wappen von Eduard Kawa als Weihbischof

Eduard Kawa OFMConv (polnisch Edward Kawa; * 17. April 1978 in Mostyska, Ukrainische SSR) ist ein ukrainischer römisch-katholischer Ordensgeistlicher und ernannter Bischof von Kamjanez-Podilskyj.

## Leben
Eduard Kawa wurde in einer polnischen Familie geboren, trat 1996 in Krakau der Ordensgemeinschaft der Minoriten bei und legte am 28. September 1997 die erste Profess ab. Ab 1999 studierte er Philosophie und Theologie am Priesterseminar Maria Regina Apostolorum in Sankt Petersburg. Er legte am 15. Dezember 2001 die ewige Profess ab und empfing am 22. Juni 2002 die Diakonenweihe. Der Erzbischof von Moskau, Tadeusz Kondrusiewicz, spendete ihm am 1. Juni 2003 das Sakrament der Priesterweihe.
Nach der Rückkehr in die Ukraine war er zunächst in Boryspil in der Pfarrseelsorge tätig und von 2004 bis 2009 Ordensoberer des Minoritenkonvents in Krementschuk. Von 2010 bis 2012 war er Pfarrer und Oberer in Mazkiwzi in der Oblast Chmelnyzkyj. Von 2012 bis 2016 war er Oberer des Konvents in Boryspil und anschließend bis zu seiner Ernennung zum Bischof Guardian des Minoritenkonvents St. Antonius in Lemberg. Von 2008 bis 2017 war er zudem Delegierter seines Ordens für die Ukraine.
Am 13. Mai 2017 ernannte ihn Papst Franziskus zum Titularbischof von Cilibia und zum Weihbischof in Lemberg. Der Erzbischof von Lemberg, Mieczysław Mokrzycki, spendete ihm am 24. Juni desselben Jahres in der Mariae Himmelfahrt Kathedrale in Lemberg die Bischofsweihe. Mitkonsekratoren waren der Apostolische Nuntius in der Ukraine, Erzbischof Claudio Gugerotti, und der Bischof von Charkiw-Saporischschja, Stanislaw Schyrokoradjuk OFM.
Papst Leo XIV. ernannte ihn am 1. Juli 2025 zum Bischof von Kamjanez-Podilskyj.